# Charles-Michel de l’Épée
Charles-Michel de l'Épée (Versailles, 1712. november 24. – Párizs, 1789. december 23.) francia gyógypedagógus, a hallássérültek gyógypedagógiájának világszerte ismert, jeles művelője, az ún. „francia módszer” kialakítója. Első alapítója a siketek állami iskolájának.

## Életpályája
Teológiai tanulmányokat folytatott, 17 évesen pappá szentelték. Egyházi vezetőivel összeütközésbe került, a papi pályát elhagyta, jogot tanult és mint ügyvéd dolgozott. A szakirodalmi forrásmunkákban az Charles-Michel de l’Épée-ről közölt adatok nem mindenben egyeznek. Születésének és halálának napja is eltérő, továbbá a siketek tanításának megkezdésére vonatkozó évszámok sem egybehangzóak. Közismertnek az a szakirodalmi állítás mondható, hogy 1770-ben Párizsban Charles-Michel de l’Épée a világon elsőként nyitott magániskolát siket gyermekeknek, amely halála után a francia forradalom vívmányaként nemzeti intézetté minősült. Egyes források szerint és a siketek párizsi intézményének legújabb közlése szerint is Charles-Michel de l’Épée 1760-ban kezdett el tanítani saját házában egy siket ikerpár leányt, majd később magániskolájában már több tanítvánnyal is foglalkozott, jómódú lévén, díjtalanul.

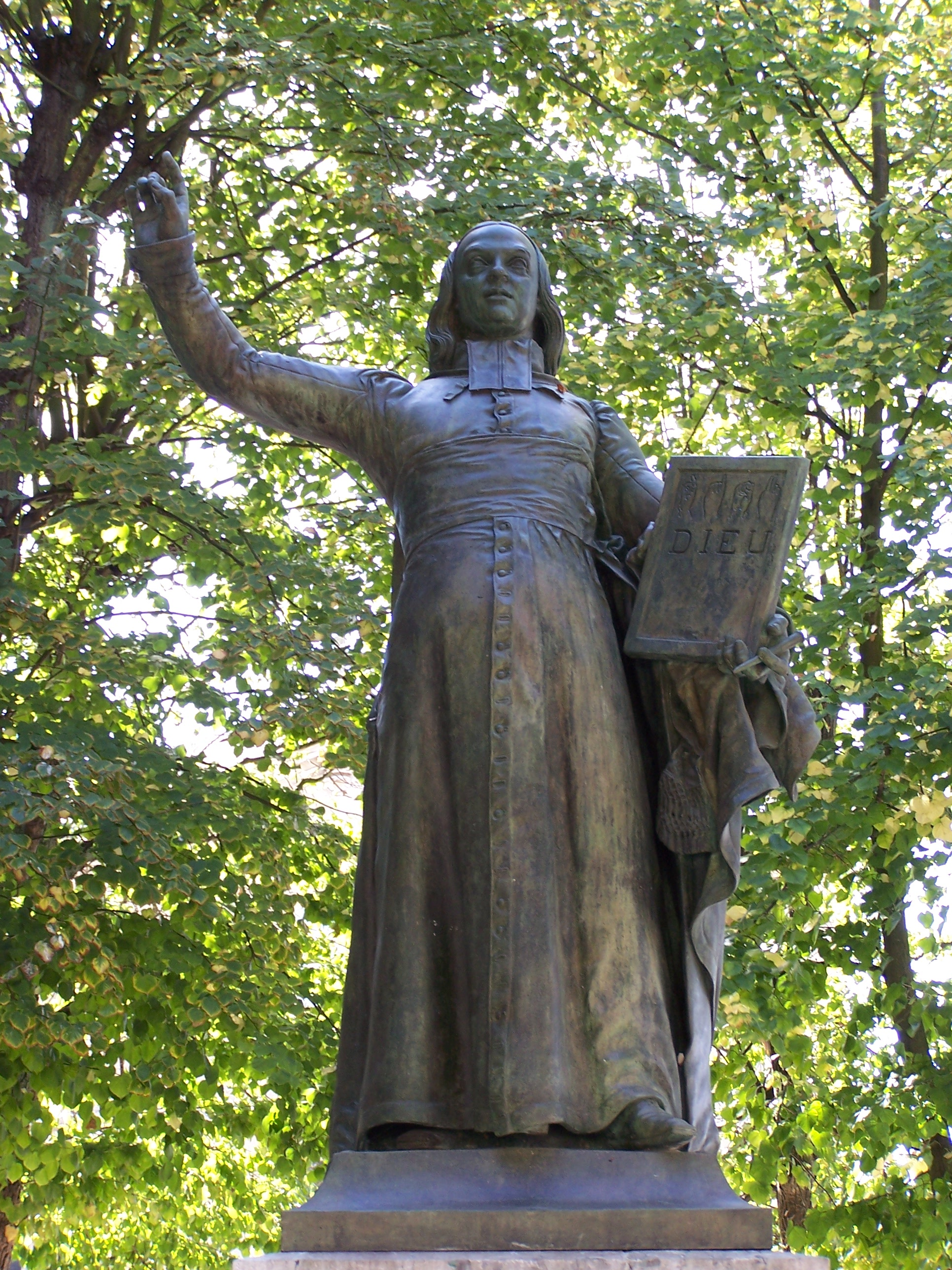
Szobra Versaille-ban

Charles-Michel de l'Épée rendkívüli érdeklődéssel és odaadóan végezte munkáját. „Nem nézek közömbös szemmel – írta – a körülöttünk levő nemzetek süketnémáira sem; csupán érettük tanultam meg magamtól nyelvtan és szótár segítségével az olasz, spanyol, német és angol nyelvet, amennyire szükséges volt, hogy előadásaimat e négy nyelven is megszerkeszthessem, mint latinul és franciául. Sőt kész vagyok bármely más nyelvet is megtanulni, amelyen szükséges volna egy siketnémát oktatnom.” – Charles-Michel de l'Épée nevéhez elterjedten – ma gyakran elmarasztalóan – a siketek mesterséges jelnyelvre siketek jelnyelve tanítása fűződik. Ez azért nem egészen hiteles és igazságos, mert Charles-Michel de l'Épée nem csupán a jelnyelv használatát szorgalmazta. „…a siketnémákkal – írta – háromféle nyelven érintkezhetünk:

- 1. mesterségesen megállapított rendszeres jelekkel;
- 2. írással; sőt
- 3. élőszóval is, megtanítván arra őket, hogy a nyelv, ajkak, arc stb. mozdulataiból megértsék, hogy mit mondunk nekik.

Ez utóbbi valószínűleg hihetetlennek fog tetszeni sokak előtt; de annyi biztos, hogy időről időre élőszóval mondjuk elő leckéinket, anélkül, hogy bárminő jelet csinálnánk. A művelet valami kevéssel hosszadalmasabb, és ez az oka, hogy nem használják állandóan; amiben szívesen megengedem, hogy talán nincs igazunk.”
Charles-Michel de l’Épée módszerében, ami „francia módszer” néven ismert szerte a világon, az  ujjábécé megtanulása, a betűk írása, olvasása, a tárgyak–képek–jelek–szavak egyeztetése, a szavak jelentésének megismerése, a szókincs gyarapítása és gyakorlása követik egymást. Egy a szakirodalomban sokat idézett korabeli francia mondás így hangzik: „Ki Franciaországban a legnagyobb most élő ember? Felelet: A természet Buffont nevezi annak, a tudomány d’Alambert-t, igazság és érzés Jean-Jacques Rousseau-ról beszélnek, elmésség és ízlés Voltaire-ről; de lángész és emberiesség hangosan kiáltják de l'Épée nevét!”

## Kötetei (válogatás)
- Institution des Sourds et Muets, par voie des signes méthodiques. Paris, 1776., magyar nyelven: Süketnémák oktatása rendszeres jelek útján. Budapest, 1923
- La Véritable Manière d'instruire les Sourds et Muets, confirmée par une longue expérience. Paris, 1784
- L'art de faire parler les sourds-muets. Paris

### Magyarul
- Bévezetés a' siketnéma oktatásmódba, a' szerént a' mint azt Párisbann De L'Epée apátúr előadta. A' vátzi királyi magyar siketnéma intézetről szólló tudósítással, és egy rézmetszéssel. Első rész. A' magyar nyelvhez alkalmaztatta Meszlényi Molnár János; Trattner Mátyás, Pest, 1812. 306 p.
- Süketnémák oktatása rendszeres jelek útján, természetes jelek használata által; ford. Szabó Imre; Süketnéma-Intézeti Tanárok Országos Egyesülete, Bp., 1923 (hasonmásban: 2012)